# Centro Administrativo Municipal (Cali)
El Centro Administrativo Distrital (CAD) de Cali está compuesto por dos torres de oficinas, en donde se encuentran la Alcaldía Distrital y la mayoría de sus dependencias; el hemiciclo del Concejo Distrital; y las oficinas de EMCALI.

## Historia
En 1965 el Concejo de Cali autorizó la destrucción del Batallón Pichincha para construir en ese predio un complejo administrativo que congregaría las oficinas y dependencias gubernamentales de nivel municipal. el Acuerdo 023 de 1965 del Concejo de Cali que autorizó la destrucción del cuartel para construir el Centro Administrativo Distrital (CAD).
La construcción de las torres fue responsabilidad de EMCALI. La empresa licitó a través de un concurso de mérito la construcción a las firmas de ingenieros Esguerra Sáenz y Urdaneta Samper, quienes desarrollarían el proyecto hasta 1972, año en que finalizaría la construcción de los edificios.

## Descripción
El proyecto se configuró con base en la idea de una plaza cívica aséptica, donde las torres de corte racionalista se entremezclan con volúmenes bajos. La fachada de la construcción se pensó teniendo en cuenta técnicas de brise soleil como protección solar, que además acentúan la verticalidad de la estructura.